# Comuna Oleksandrivka, Iuriivka
Oleksandrivka (în ucraineană Олександрівка) este o comună în raionul Iuriivka, regiunea Dnipropetrovsk, Ucraina, formată din satele Komsomolske, Oleksandrivka (reședința), Olenivka și Serhiivka.

## Demografie
Componența lingvistică a satului Oleksandrivka
     Ucraineană (95,82%)
     Rusă (3,44%)
     Alte limbi (0,19%)
Conform recensământului din 2001, majoritatea populației satului Oleksandrivka era vorbitoare de ucraineană (95,82%), existând în minoritate și vorbitori de rusă (3,44%).